# ショーン・ディレイニー
ショーン・ディレイニー（Sean Delaney、2月6日 - ）はイングランドの俳優。
ショーン・デラニーと表記されることもある。

## 略歴
アイルランド系の家庭でロンドンで育つ。
母親はアイルランド生まれのアイルランド育ち、父親は幼い頃に両親とともにアイルランドから移住してきた。
2015年に王立演劇学校を卒業すると、不動産会社のアシスタントなどのアルバイトをしながらプロの俳優として活動する。
2018年4月からBBCアメリカで放映された『キリング・イヴ/Killing Eve』で元ハッカーのケニー・ストートンを演じたことで知られるようになる。
なお、王立演劇学校の1年目の授業で、同作で母親役を演じたフィオナ・ショウがゲストとして登壇したことがある。
ロンドンのウェスト・エンドで上演された舞台『ザ・フェリーマン』に出演し、そのニューヨーク・ブロードウェイでの公演に2019年2月から出演する。

## 主な出演作品
- バーナビー警部 Midsomer Murders (2016) ※第18シリーズ第6話「家族の絆」にゲスト出演
- キリング・イヴ/Killing Eve Killing Eve (2018-2020) ※第1シーズンから第3シーズンまでメインキャスト
- ヴェノム:レット・ゼア・ビー・カーネイジ Venom: Let There Be Carnage (2021)
- Seacole (2021)